# Autopsie canalisée
Albums de Plume Latraverse
Métamorphoses, Tôme I À fond d'train
Autopsie canalisée est un album de Plume Latraverse, sorti en 1983.

## Liste des titres
| No  | Titre                                    | Durée |
| --- | ---------------------------------------- | ----- |
| 1.  | Mémoire courte                           | 2:53  |
| 2.  | P'tit pain... va loin                    | 2:33  |
| 3.  | Les Avaleurs d'asphalte                  | 2:46  |
| 4.  | Gueule de nuit                           | 5:37  |
| 5.  | Tireur d'élite                           | 2:42  |
| 6.  | Dis-moé                                  | 3:00  |
| 7.  | Laxatif rock (dit: le "HIT POILU")       | 3:53  |
| 8.  | Autopsie                                 | 4:46  |
| 9.  | Les Zéros (...meurent jeunes)            | 4:00  |
| 10. | Les Yeux cloches                         | 3:10  |
| 11. | On peut pas tout avoir                   | 3:33  |
| 12. | La Chanson de Jean-Claude                | 1:28  |
| 13. | Dans n'importe quelle ville              | 4:21  |
| 14. | La Décade danse                          | 1:36  |
| 15. | La fraternelle ballade de Marie et André | 0:47  |